# روبرت سيمبسون (سياسي)
روبرت سيمبسون (بالإنجليزية: Robert Simpson)‏ هو سياسي بريطاني (وحمل سابقاً جنسية المملكة المتحدة لبريطانيا العظمى وأيرلندا)، ولد في 1923، وتوفي في 1997. انتخب عضو برلمان أيرلندا الشمالية.